# Jari Ketomaa
Jari Ketomaa, né le 18 avril 1979, est un pilote de rallye finlandais.

## Biographie
Après avoir débuté en karting, Jari Ketomaa fait ses premières apparitions internationales en 2000 au rallye Arctique et en WRC au rallye de Finlande sur Subaru Impreza, modèle qu'il pilote jusqu'en 2005.
En 2007 il remporte déjà la première édition du rallye de Lettonie (le rallye Latvija), qui se déroule à l'époque sur terre près de Riga, sur Mitsubishi Lancer Evo IX dans le cadre du championnat letton.
Après avoir remporté trois titres de champion de Finlande (Groupe N en 2006 et 2007 sur Mitsubishi Lancer Evo, puis SM1 en 2009 sur Subaru Impreza STi) et participé au championnat de Chine en 2009 (victoire au rallye de Fujiang), il entame en 2010 le S-WRC et s'impose au rallye de Nouvelle-Zélande, au rallye du Portugal, et au rallye du Japon sur Ford Fiesta S2000, ce qui lui permet de terminer quatrième du championnat mondial de la spécialité.
En 2011 il revient en WRC, pour le rallye de Finlande 2011 lors duquel malheureusement il part en tonneaux et abandonne.
En 2012 il obtient une 9e place au rallye du Portugal, et une 8e place de nouveau au rallye de Finlande.
L'année suivante il remporte la seconde épreuve du Championnat d'Europe des rallyes 2013, le premier Rallye Liepāja-Ventspils de Lettonie (hivernal) sur Ford Fiesta RRC, et il obtient une 7e place (vainqueur en catégorie WRC-2) au rallye de Finlande encore, au volant d'une Ford Fiesta R5 cette fois.

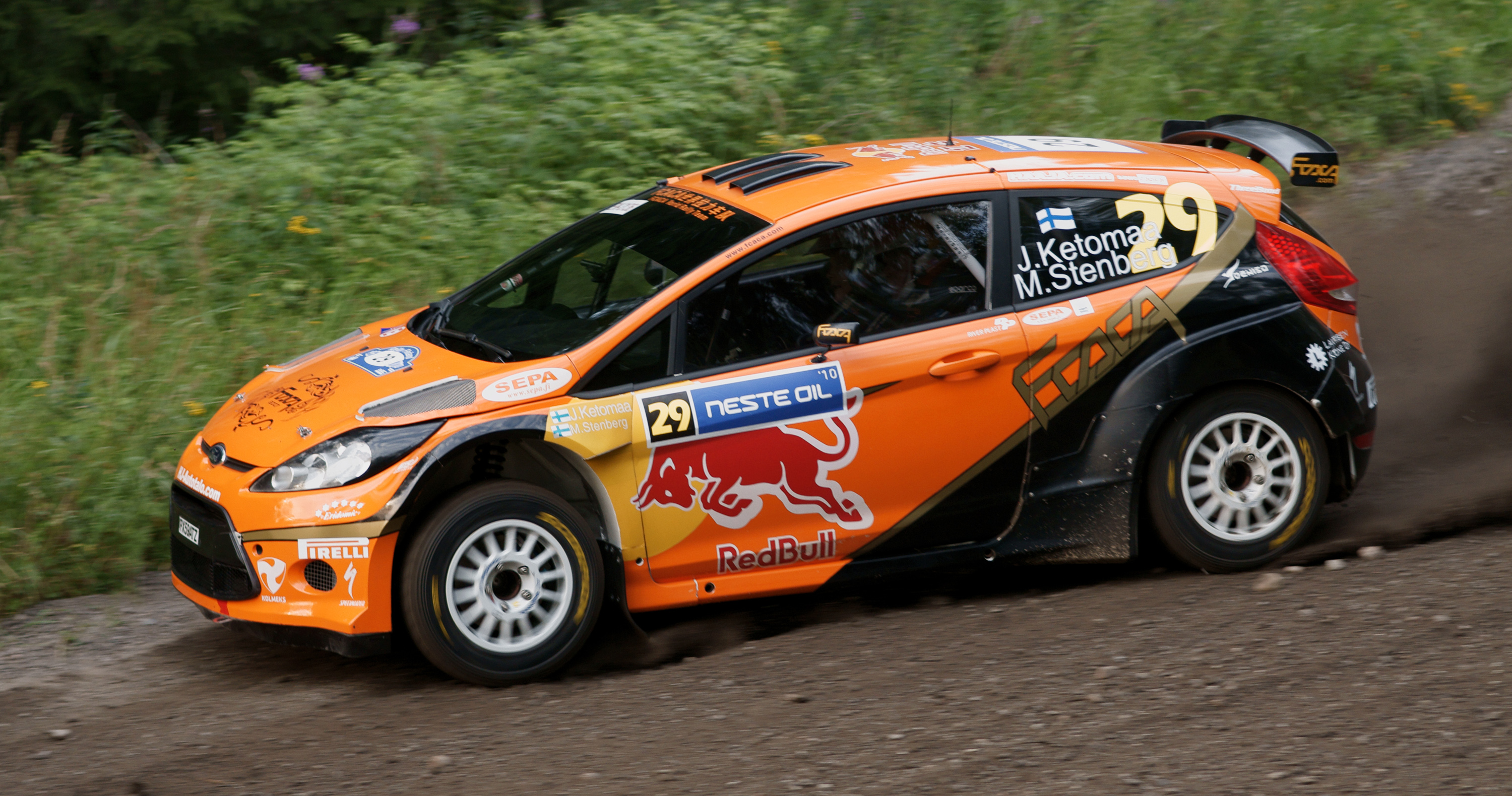
J.Ketomaa au rallye de Finlande en 2010,

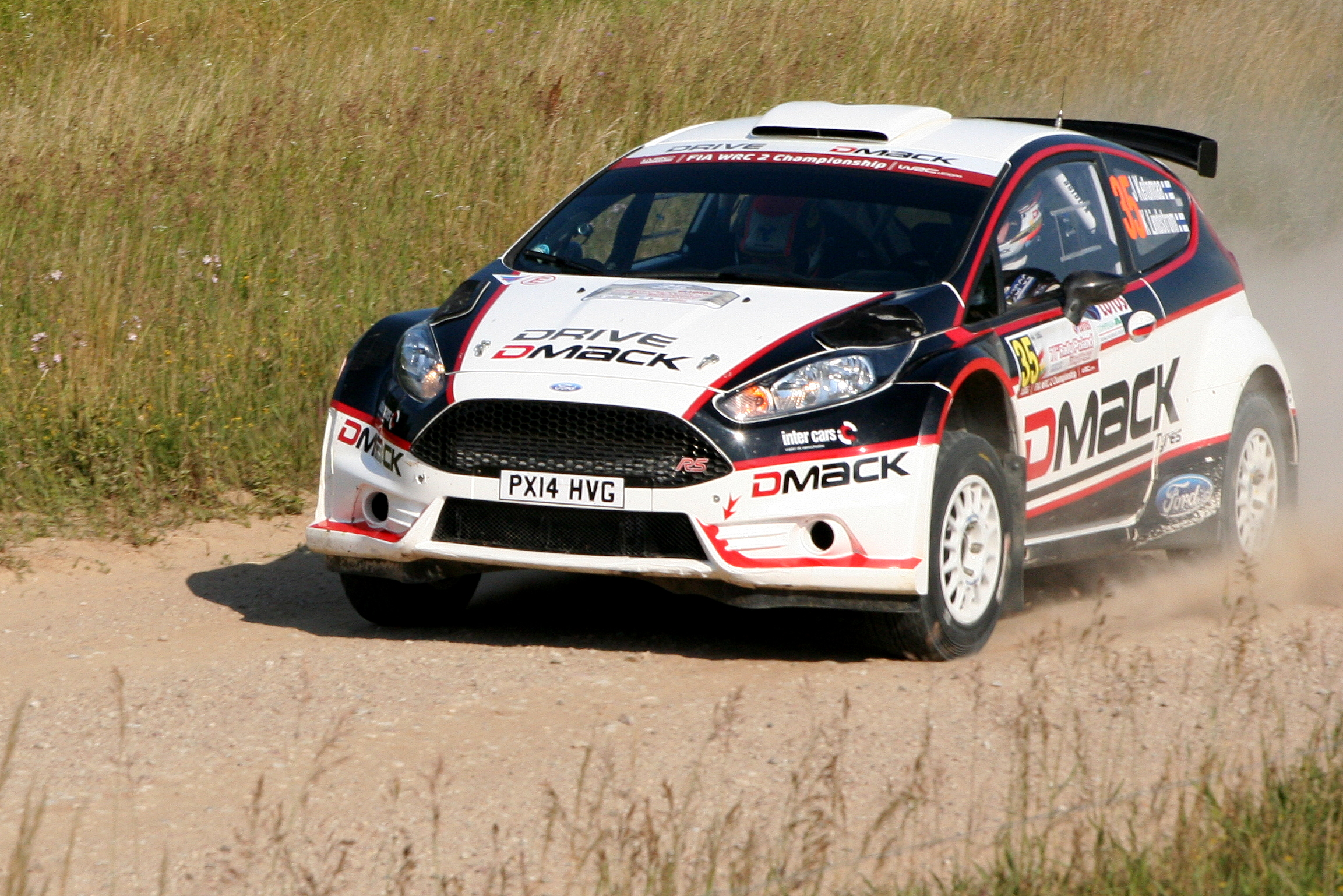
et au rallye de Pologne en 2014.